# World Series of Poker 2001
2001 års World Series of Poker (WSOP) pokerturnering hölls vid Binion's Horseshoe.

## Inledande event
| Event                                          | Vinnare          | Pris (USD) | Tvåa               |
| ---------------------------------------------- | ---------------- | ---------- | ------------------ |
| $500 Casino Employee's Limit Hold'em           | Travis Jonas     | $40 200    | Kim Jae            |
| $2 000 Limit Hold'em                           | Nani Dollison    | $441 440   | John Pires         |
| $1 500 Omaha Hi-Lo Split 8 or better           | Chris Ferguson   | $164 735   | Men Nguyen         |
| $1 500 Seven-card stud                         | Adam Roberts     | $146 430   | Sal Dimicelli      |
| $2 000 No Limit Hold'em                        | Phil Hellmuth Jr | $316 550   | T.J. Cloutier      |
| $1 500 Limit Omaha                             | Eddy Scharf      | $83 810    | Michael Davis      |
| $1 500 Seven Card Stud Hi-Lo 8 or better       | Barry Shulman    | $123 820   | Dan Heimiller      |
| $1 500 Pot Limit Omaha                         | Galen Kester     | $167 035   | Dave Ulliott       |
| $2 000 S.H.O.E.                                | David Pham       | $140 455   | Skip Wilson        |
| $3 000 Limit Hold'em                           | Jim Lester       | $233 490   | Alex Brenes        |
| $2 500 Seven-card stud                         | Paul Darden      | $147 440   | Tom Franklin       |
| $2 000 Pot Limit Hold'em                       | Burt Boutin      | $193 800   | Dave Ulliott       |
| $1 500 Razz                                    | Berry Johnston   | $83 810    | Mike Wattel        |
| $2 500 Pot Limit Omaha                         | Scotty Nguyen    | $178 480   | Jim Lester         |
| $2 500 Seven-card stud Hi-Lo Split 8 or better | Rich Korbin      | $159 080   | Alex Papachatzakis |
| $1 500 Ace to Five Draw Lowball                | Cliff Yamagawa   | $73 915    | David Danheiser    |
| $2 500 Omaha Hi-Lo Split 8 or better           | Bob Slezak       | $173 625   | Tony Ma            |
| $5 000 Deuce to Seven Draw                     | Howard Lederer   | $165 870   | Kassem Deeb        |
| $1 000 Seniors' Championship                   | Jay Heimowitz    | $115 430   | Garry Pollak       |
| $3 000 Pot Limit Hold'em                       | Steve Zolotow    | $243 335   | Mike Magee         |
| $5 000 Seven Card Stud                         | Allen Cunningham | $201 760   | Michael Danino     |
| $3 000 No Limit Hold'em                        | Erik Seidel      | $411 300   | Johnny Chan        |
| $5 000 Omaha Hi-Lo Split 8 or better           | Scotty Nguyen    | $207 580   | Phil Hellmuth Jr   |
| $5 000 Limit Hold'em                           | Hemish Shah      | $312 340   | Tony D             |
| $1 000 Ladies' Championship                    | Nani Dollison    | $41 130    | Patty Gallagher    |

## Main Event
613 stycken deltog i Main Event. Varje deltagare betalade $10 000 för att delta.

### Finalbordet
| Placering | Namn                  | Pris       |
| --------- | --------------------- | ---------- |
| 1         | Juan Carlos Mortensen | $1 500 000 |
| 2         | Dewey Tomko           | $1 098 925 |
| 3         | Stan Schrier          | $699 315   |
| 4         | Phil Gordon           | $399 610   |
| 5         | Phil Hellmuth Jr      | $303 705   |
| 6         | Mike Matusow          | $239 765   |
| 7         | Henry Nowakowski      | $179 825   |
| 8         | Steve Riehle          | $119 885   |
| 9         | John Inashima         | $91 190    |